# Jubek
Jubek è uno stato del Sudan del Sud, istituito il 2 ottobre 2015.
Nel 2014 aveva una popolazione di circa 500.000 persone. Ha per capoluogo la città di Giuba, che è anche la capitale nazionale. Il governatore attuale è Augustino Jadalla Wani.
Lo stato di Jubek è diviso in 14 contee: Lodu, Luri, Mangala, Gondokoro, Rejaf, Wonduruba, Lobonok, Bungu, Ganji (Ganzi), Dollo,  Rokon, Lyria e Oponi. Ognuna di esse è governata da un Commissario.
Altre città importanti sono: Gondokoro, Lado, Mongalla, Rejaf e Rokon.